# رنجر تنها دوباره می‌راند
رنجر تنها دوباره می‌راند (انگلیسی: The Lone Ranger Rides Again) یک فیلم به کارگردانی ویلیام ویتنی و جان اینگلیش است که در سال ۱۹۳۹ منتشر شد. از بازیگران آن می‌توان به رابرت لیوینگستون، دانکن رنالدو، رالف دان، و جی. فارل مک‌دانلد اشاره کرد.